# Hajtej
Hajtej (Mesocottus haitej) – gatunek słodkowodnej ryby skorpenokształtnej z rodziny głowaczowatych (Cottidae), jedyny przedstawiciel rodzaju Mesocottus.

## Zasięg występowania
Syberia – dorzecze Amuru (rz. Szyłka, Anjuj, Amazar, Arguń, Bira, Bureja, Bidżan, Ingoda, Zeja), występuje w dorzeczach Ussuri, Sungari, Olekmy (rz. Niukża) w Cieśninie Tatarskiej w rzekach północnego Sachalinu (rz.Tym’, Teńgi), Mongolii (rz. Onon, Bałż, Church, Kerulen), Północnej Korei (rz. Yalu), północnej części Chin (rz. Neń, Toudaobai He), również w jeziorach (Chanka, Dalai Nur).

## Opis
Dorasta maksymalnie do 20 cm długości. Gatunek słabo poznany. Łączy w sobie cechy dalekowschodniego Trachidermus fasciatus i endemicznych głowaczowców jeziora Bajkał, dlatego uważany jest za ewolucyjne ogniwo pośrednie. Pierwszego opisu hajteja dokonał Benedykt Dybowski, który badał również ryby skorpenokształtne w Bajkale. Wrzecionowate bezłuskie ciało. Skóra gruba, boki ciała i grzbiet pokryte są gęsto osadzonymi małymi kostnymi kolcami nie występującymi tylko na stronie brzusznej. Głowa uzbrojona, bardzo szeroka, spłaszczona z szerokim, końcowym otworem gębowym. Szczęki jednakowej długości sięgające na wysokości środka oka. Blaszka zębowa słabo zróżnicowana, zęby rozmieszczone pośrodku szczęk są większe od pozostałych. Lemiesz (vomer) uzębiony. Brak zębów na kościach podniebiennych. Na przedpokrywie (preoperculum) dobrze rozwinięte 4 kolce, górny dłuższy, bardzo ostry, gładki, bez poprzecznych wyrostków. Guzkowate wyrostki filtracyjne w ilości 4–6 są pokryte maleńkimi ostrymi igiełkami. Błony podskrzelowe zrośnięte z szeroką przegrodą międzyskrzelową (cieśnią) z ledwo widocznym szwem (zmarszczką). Zaczątkowa zmarszczka w poprzek cieśni (isthmus) wyraźnie odznaczająca się. Przednie otwory nosowe (nozdrza) w formie zawężających się spłaszczonych rurek, tylne w formie otworków. Oczy małe, szeroko rozmieszczone. Na podbródku dwa małe otworki (pory). W części zaocznej i potylicznej małe epidermalne guzki o pomarszczonej  powierzchni oraz szczątkowe dwa podłużne grzebienie. Z zewnętrznej strony każdego  grzebienia w obszarze kości skrzydłowousznej (pteroticum) ledwo zauważalny mniejszy grzebień. W dolnej i górnej części kości pokrywowej (operculum) dobrze wyrażony grzebień. Trzon ogonowy krótki, z zaokrągloną płetwą ogonową. Ubarwienie szare, niekiedy brązowe, brzuch jaśniejszy. Płetwy grzbietowe przeważnie stykają się ze sobą u podstawy.  Za pierwszą płetwą grzbietową do końca nasady ogona 3 ciemne poprzeczne pasy, które dochodzą do linii bocznej. Pigment gromadzący się na promieniach płetw piersiowych, grzbietowych i ogonowej układa się w ciemne poprzeczne prążki. Owalne, wachlarzowate płetwy piersiowe kończą się na wysokości pierwszego promienia D2. Płetwy brzuszne dosyć krótkie, nie dochodzą do otworu odbytowego. Płetwa odbytowa zaczyna się zaraz za otworem odbytowym na wysokości jednakowej z D2. Kość zaskoblowa (postcleithrum) obecna.
Cechy biometryczne płetw: D1 VIII-IX; D2 12-15; P 16-17; A 10–13; V I, 3-4.
Linia boczna pełna biegnąca pośrodku tułowia, a na niej 35 otworków  połączonych z wąskimi podskórnymi kanalikami systemu sejsmosensorycznego. Promieni skrzelowych 6. Wyrostków pylorycznych 5.  Kręgi w liczbie 32–33.

## Obraz życia
Ryba bentopelagiczna, zimnolubna, zasadniczo rzeczny gatunek wiodący osiadły tryb życia.  Posiadająca słabą umiejętność pływania, latem odbywająca niewielkie wędrówki behawioralne w poszukiwaniu chłodniejszej wody. Prowadzi denny tryb życia przeważnie  trzymając się odcinków rzek ze żwirowatym dnem, rzadziej piaszczystym. W jeziorach występuje bardzo rzadko. Jej pożywienie to głównie zoobentos (larwy  chruścików, jętek, widelnic, ochotki itp.), również drobne ryby. Ryby w wieku powyżej roku (1+) mają długość 65 mm,
2+  – 115 mm, 3+  – 145-150 mm, oraz w wieku 4+  – 160 mm. Maksymalna długość życia to 5 lat.
Dojrzałość płciową osiągają w 3 roku życia przy długości 10–11 cm. Większość dojrzałych osobników ma rozmiar 10–13 cm. Tarło odbywa się w maju i czerwcu przy temperaturze wody 10–16 °C. Liczba złożonej ikry to 2822 jaj – określona dla jednego zbadanego osobnika.

## Status gatunku
Znaczenia gospodarczego nie ma. Przypuszczalnie stanowi konkurencję pokarmową dla cenniejszych gatunków ryb, lipienia i lenoka.

## Ciekawostki
Ma ona swojego pasożyta z rodzaju żyropalców Gyrodactylus haiteji żerującego na płetwach wykrytego w 1986 roku na hajteju w rzece Somna w Rosji. W Krainie Zabajkalskiej hajtej w rzekach (Onon, Ingoda, Olenguj, Ilja z dopływami) uważany jest za gatunek zagrożony wyginięciem.